# Heinrich Walther (Mediziner)
Heinrich Walther (* 12. April 1866 in Groß-Gerau; † 28. Juli 1950 in Gießen) war ein deutscher Gynäkologe.

## Leben
Heinrich Walther nahm nach abgelegtem Abitur ein Studium der Medizin an der hessischen Landesuniversität Gießen auf, das er 1890 mit dem Erwerb des akademischen Grades eines Dr. med. abschloss. Im selben Jahr trat er eine Assistentenstelle bei Hermann Löhlein an der dortigen Universitäts-Frauenklinik an, ab 1892 unternahm er wissenschaftliche Reisen, bevor er sich als Frauenarzt in Darmstadt niederließ.
Nach seiner 1894 erfolgten Habilitation für Geburtshilfe und Gynäkologie in Gießen unterrichtete er als Hebammenlehrer an der Frauenklinik. 1899 erhielt er als außerordentlicher Professor die zweite Professur für Gynäkologie in Gießen, die er bis zu seiner Emeritierung 1933 innehatte.
Der 1912 zum Medizinalrat ernannte Heinrich Walther, der sich insbesondere mit der Reorganisation des Hebammenwesens befasste, war Mitherausgeber der „Zeitschrift für das gesamte Hebammenwesen“ und der „Allgemeinen Hebammenzeitung“.

## Schriften (Auswahl)
- Zur Casuistik der Haematosalpinx, Dissertation, C. v. Münchow: Gießen 1890
- Beiträge zur Kenntnis trichterförmig engen Beckens, Habilitationsschrift, C. v. Münchow: Gießen 1894
- Grundzüge des Geburtsmechanismus bei regelwidrigen Kindslagen und das Verhalten der Hebamme in solchen Fällen, 2. Aufl., Berlin 1904
- Leitfaden zur Pflege der Wöchnerinnen und Neugeborenen. Zum Gebrauche für Wochenpflege- und Hebammenschülerinnen, Mit einem Vorwort zur 1. Aufl. von Hermann Löhlein,  J. F. Bergmann: Wiesbaden 1898, 7. Aufl. 1920
- Kurzer Leitfaden der praktischen Geburtshilfe. In Anlehnung an das Preussische Hebammenlehrbuch 1928 für Hebammen, Hebammenlehrer, Medizinalbeamte und Ärzte, 2. Aufl., Staude: Osterwieck am Harz 1929